# Третья уставная грамота БНР
Третья уставная грамота (бел. Трэцяя Устаўная грамата) — правовой акт, принятый Радой БНР 25 марта 1918 года в Минске, в доме Малина, согласно которой Белорусская Народная Республика была объявлена независимым государством.

## История принятия
Третья уставная грамота была принята в условиях, когда по Брестскому миру Советская Россия и Германская империя поделили территорию Беларуси.
В документе подведены итоги внутренней борьбы в руководстве Белорусской Народной Республики (БНР) и Белорусской социалистической громады (БСГ) после принятия Второй уставной грамоты к народам Беларуси. Независимое течение в БСГ (Ю. Лесик, А. Прушинский, С. Рак-Михайловский, А. Смолич, Б. Тарашкевич и другие) было недовольно Второй грамотой. 9 марта фактический лидер БСГ А. Смолич направил письмо И. Луцкевичу, в котором утверждал, что в руководстве БНР нет «хорошо сознательных» людей, то есть сторонники независимости Беларуси. Когда 18 марта собралась Рада Первого Всебелорусского съезда, сторонникам независимости удалось добиться её переименования в Раду БНР. Было принято постановление о кооптации в Раду БНР В. Ластовского, И. и А. Луцкевичей, Я. Станкевича, Д. Семашко и И. Туркевича — представителей Виленской Белорусской Рады (ВБР), которая 19 февраля, накануне принятия Первой уставной грамоты к народам Беларуси, объявила о разрыве связей между Беларусью и Россией. 23 марта в Минск прибыли В. Ластовский, братья Луцкевичи, Станкевич и Туркевич. В тот же день был получен ответ правительства Германии на заявление Народного секретариата Беларуси от 9 марта по декларации БНР. В телеграмме говорилось, что рейхсканцлер Г. фон Гертлинг не может принять заявление Народного секретариата, так как это будет означать вмешательство во внутренние дела России. Немецкое правительство по-прежнему считало Беларусь неотъемлемой частью России и не признавало БНР.
Поскольку активы Госбанка большевики забрали с собой, покидая Минск 19 февраля, Народный секретариат принял решение 23 марта обратиться за кредитом к правительству Украинской Народной Республики. На этой встрече присутствовали представители ВБР. После встречи А. Луцкевич предложил «объявить полную независимость Беларуси от России — хотя бы в знак протеста против отдачи Россией части Беларуси иностранцам», то есть Германии. Предложение А. Луцкевича было встречено с пониманием в Народном секретариате. Его председатель И. Воронко заявил, что его следует обсудить на заседании фракции БСГ, так как представители этой партии составляют большинство в Раде БНР. Во фракции группа членов БСГ во главе с М. Кравцовым первоначально выступила против предложения А. Луцкевича, но в итоге они всё же согласились с большинством.
24 марта в 8 часов вечера началось пленарное заседание Рады БНР. А. Смолич сделал доклад о политической ситуации в Беларуси и предложил принять акт о провозглашении независимости БНР. Русские и польские земские чиновники и представители Бунда выступили против идеи белорусских социалистов. Представители Объединенной еврейской социалистической рабочей партии, «Поалей Цион» и русских эсеров при голосовании воздержались. Земская фракция в знак протеста заявила о своём выходе из Рады БНР.
25 марта в 8 часов утра большинством голосов была принята Третья уставная грамота.

## Основные положения
Рада БНР потребовала пересмотреть ту часть Брестского мирного договора, которая касалась территории Беларуси. На землях, где проживает и имеет численное преимущество белорусский народ, провозглашалось свободное, независимое государство; в него вошли Могилевская, Минская, Витебская, белорусские части Гродненской, Виленской, Смоленской, Черниговской и соседних губерний. Также были подтверждены права и свободы граждан и народов Беларуси, провозглашенные Второй уставной грамотой от 9 марта 1918 года.

## Подписанты
Оригинал акта представляет собой машинописный лист бумаги, подписанный на оборотной стороне следующими лицами:
- председатель Белорусского народного секретариата и народный секретарь иностранных дел Иосиф Воронко;
- народный секретарь по военным делам Константин Езавитов;
- народный секретарь экономики Ян Серадай;
- народный секретарь сельского хозяйства Томаш Гриб;
- руководитель отдела Леонард Заяц;
- народный секретарь юстиции Ефим Белевич[бел.];
- народный секретарь по контролю Пётр Крачевский;
- народный секретарь по вопросам образования Аркадий Смолич;
- народный секретарь по опеке Полута Бадунова;
- народный секретарь почты и телеграфа Александр Карабач[бел.]

и скреплён государственной печатью.

## В культуре
Ровно через два года после провозглашения независимости Белорусской Народной Республики Янка Купала написал поэму «25.III.1918 — 25.III.1920. Гадаўшчына — памінкі».
Свои стихи посвятили принятию Третьей уставной грамоты Винцук Отважный, Алесь Змагар, Михась Машара, Наталья Арсеньева, Рыгор Бородулин и Нил Гилевич.